# Alla Koedrjavtseva
Alla Aleksandrovna Koedrjavtseva (Russisch: Алла Александровна Кудрявцева) (Moskou, 3 november 1987) is een tennisspeelster uit Rusland. Zij komt uit een familie met sporters en begon op zevenjarige leeftijd met tennis. Haar vader was voormalig wereldkampioen Grieks-Romeins worstelen. Haar favoriete ondergrond is hardcourt. Zij speelt rechtshandig en heeft een tweehandige backhand.

## Loopbaan

### Enkelspel
Koedrjavtseva debuteerde in 2003 op het ITF-toernooi van Tbilisi (Georgië). Zij stond in 2005 voor het eerst in een finale, op het ITF-toernooi van Felixstowe (Engeland) – zij verloor van de destijds Slowaakse Jarmila Gajdošová. Later dat jaar veroverde Koedrjavtseva haar eerste titel, op het ITF-toernooi van Balasjicha (Rusland), door de Russin Vasilisa Bardina te verslaan. In totaal won zij twee ITF-titels, de andere in 2013 in Eilat (Israël).
In 2005 kwalificeerde Koedrjavtseva zich voor het eerst voor een WTA-hoofdtoernooi, op het toernooi van Stockholm. Zij strandde in de eerste ronde. Zij stond in 2010 voor het eerst in een WTA-finale, op het toernooi van Guangzhou – zij verloor van de inmiddels Australische, en door huwelijk van naam veranderde, Jarmila Gajdošová-Groth. De week erna veroverde Koedrjavtseva haar eerste WTA-titel, op het toernooi van Tasjkent, door de Russin Jelena Vesnina te verslaan. Tot op heden(mei 2018) is dit haar enige WTA-enkelspeltitel.
Haar beste resultaat op de grandslamtoernooien is het bereiken van de vierde ronde, op Wimbledon 2008. Haar hoogste positie op de WTA-ranglijst is de 56e plaats, die zij bereikte in oktober 2010.

### Dubbelspel
Koedrjavtseva behaalde in het dubbelspel betere resultaten dan in het enkelspel. Zij debuteerde in 2004 op het ITF-toernooi van Melilla (Spanje) samen met de Russin Nina Brattsjikova – hier veroverde zij haar eerste titel, door Anastasia Dvornikova en Irina Nossenko te verslaan. In totaal won zij vijftien ITF-titels, de laatste in 2017 in Ilkley (Engeland).
In 2005 kwalificeerde Koedrjavtseva zich voor het eerst voor een WTA-hoofdtoernooi, op het toernooi van Portorož, samen met de Hongaarse Zsófia Gubacsi. Zij kwamen niet voorbij de eerste ronde. Zij stond in 2007 voor het eerst in een WTA-finale, op het toernooi van Bangalore, samen met de Taiwanese Hsieh Su-wei – zij verloren van het Taiwanese duo Chan Yung-jan en Chuang Chia-jung. Later dat jaar veroverde Koedrjavtseva haar eerste WTA-titel, op het toernooi van Calcutta, samen met de Amerikaanse Vania King, door Alberta Brianti en Marija Koryttseva te verslaan. Tot op heden(mei 2018) won zij negen WTA-titels.
Haar beste resultaat op de grandslamtoernooien is het bereiken van de kwartfinale. Haar hoogste notering op de WTA-ranglijst is de vijftiende plaats, die zij bereikte in september 2014.

#### Gemengd dubbelspel
In 2012 bereikte Koedrjavtseva de kwartfinale op Wimbledon, aan de zijde van de Australiër Paul Hanley. Vier jaar later bereikte zij, samen met de Amerikaan Scott Lipsky, nogmaals de kwartfinale op Wimbledon.

### Tennis in teamverband
In 2010 maakte Koedrjavtseva eenmalig deel uit van het Russische Fed Cup-team – zij verloor haar beide partijen.

## Posities op deWTA-ranglijst
Positie per einde seizoen:
| jaar | rang enkelspel | rang dubbelspel |
| ---- | -------------- | --------------- |
| 2003 | 847            | –               |
| 2004 | 809            | 346             |
| 2005 | 216            | 210             |
| 2006 | 138            | 115             |
| 2007 | 90             | 56              |
| 2008 | 71             | 49              |
| 2009 | 90             | 33              |
| 2010 | 61             | 41              |
| 2011 | 104            | 39              |
| 2012 | 208            | 73              |
| 2013 | 176            | 31              |
| 2014 | 98             | 18              |
| 2015 | 170            | 29              |
| 2016 | 138            | 25              |
| 2017 | 351            | 71              |

## Palmares
| Legenda                | Legenda                  |
| ---------------------- | ------------------------ |
| Grandslamtoernooi      |                          |
| Olympische Spelen      |                          |
| Year-End Championships |                          |
| tot 2009               | 2009 – 2020 / vanaf 2021 |
| Tier I                 | Premier Mandatory        |
| Tier II                | Premier Five / WTA 1000  |
| Tier III               | Premier / WTA 500        |
| Tier IV & V            | International / WTA 250  |
|                        | Challenger / WTA 125     |

### WTA-finaleplaatsen enkelspel
| nr.              | finale     | toernooi      | ondergrond | tegenstandster | score    |         |
| ---------------- | ---------- | ------------- | ---------- | -------------- | -------- | ------- |
| gewonnen finales |            |               |            |                |          |         |
| 1.               | 2010-09-25 | WTA Tasjkent  | hardcourt  | Jelena Vesnina | 6-4, 6-4 | details |
| verloren finales |            |               |            |                |          |         |
| 1.               | 2010-09-19 | WTA Guangzhou | hardcourt  | Jarmila Groth  | 1-6, 4-6 | details |

### WTA-finaleplaatsen vrouwendubbelspel
| nr.              | finale     | toernooi            | ondergrond    | partner                     | tegenstandsters                            | score            |         |
| ---------------- | ---------- | ------------------- | ------------- | --------------------------- | ------------------------------------------ | ---------------- | ------- |
| gewonnen finales |            |                     |               |                             |                                            |                  |         |
| 1.               | 2007-09-23 | WTA Calcutta        | hardcourt (i) | Vania King                  | Alberta Brianti Marija Koryttseva          | 6-1, 6-4         | details |
| 2.               | 2010-06-18 | WTA Rosmalen        | gras          | Anastasia Rodionova         | Vania King Jaroslava Sjvedova              | 3-6, 6-3, [10-6] | details |
| 3.               | 2011-02-19 | WTA Memphis         | hardcourt (i) | Volha Havartsova            | Andrea Hlaváčková Lucie Hradecká           | 6-3, 4-6, [10-8] | details |
| 4.               | 2011-06-12 | WTA Birmingham      | gras          | Volha Havartsova            | Sara Errani Roberta Vinci                  | 1-6, 6-1, [10-5] | details |
| 5.               | 2013-09-15 | WTA Québec          | tapijt (i)    | Anastasia Rodionova         | Andrea Hlaváčková Lucie Hradecká           | 6-4, 6-3         | details |
| 6.               | 2014-01-04 | WTA Brisbane        | hardcourt     | Anastasia Rodionova         | Kristina Mladenovic Galina Voskobojeva     | 6-3, 6-1         | details |
| 7.               | 2014-02-22 | WTA Dubai           | hardcourt     | Anastasia Rodionova         | Raquel Kops-Jones Abigail Spears           | 6-2, 5-7, [10-8] | details |
| 8.               | 2014-10-12 | WTA Tianjin         | hardcourt     | Anastasia Rodionova         | Sorana Cîrstea Andreja Klepač              | 6-7, 6-2, [10-8] | details |
| 9.               | 2018-04-08 | WTA Charleston      | gravel        | Katarina Srebotnik          | Andreja Klepač María José Martínez Sánchez | 6-3, 6-3         | details |
| verloren finales |            |                     |               |                             |                                            |                  |         |
| 1.               | 2007-02-18 | WTA Bangalore       | hardcourt     | Hsieh Su-wei                | Chan Yung-jan Chuang Chia-jung             | 7-6, 2-6, [9-11] | details |
| 2.               | 2008-07-13 | WTA Palermo         | gravel        | Anastasija Pavljoetsjenkova | Sara Errani Nuria Llagostera Vives         | 6-2, 6-7, [4-10] | details |
| 3.               | 2009-10-11 | WTA Peking          | hardcourt     | Jekaterina Makarova         | Hsieh Su-wei Peng Shuai                    | 3-6, 1-6         | details |
| 4.               | 2010-05-23 | WTA Straatsburg     | gravel        | Anastasia Rodionova         | Alizé Cornet Vania King                    | 6-3, 4-6, [7-10] | details |
| 5.               | 2011-07-31 | WTA Washington      | hardcourt     | Volha Havartsova            | Sania Mirza Jaroslava Sjvedova             | 3-6, 3-6         | details |
| 6.               | 2013-10-20 | WTA Moskou          | hardcourt (i) | Anastasia Rodionova         | Svetlana Koeznetsova Samantha Stosur       | 1-6, 6-1, [8-10] | details |
| 7.               | 2014-02-02 | WTA Pattaya         | hardcourt     | Anastasia Rodionova         | Peng Shuai Zhang Shuai                     | 6-3, 6-7, [6-10] | details |
| 8.               | 2016-06-19 | WTA Birmingham      | gras          | Vania King                  | Karolína Plíšková Barbora Strýcová         | 3-6, 6-7         | details |
| 9.               | 2016-09-18 | WTA Québec          | tapijt (i)    | Aleksandra Panova           | Andrea Hlaváčková Lucie Hradecká           | 6-7, 6-7         | details |
| 10.              | 2017-07-30 | WTA Nanchang        | hardcourt     | Arina Rodionova             | Jiang Xinyu Tang Qianhui                   | 3-6, 2-6         | details |
| 11.              | 2018-02-04 | WTA Sint-Petersburg | hardcourt (i) | Katarina Srebotnik          | Timea Bacsinszky Vera Zvonarjova           | 6-2, 1-6, [3-10] | details |

### Gewonnen ITF-toernooien enkelspel
| nr. | finale     | toernooi   | ondergrond | dotatie | tegenstandster in finale | score         |
| --- | ---------- | ---------- | ---------- | ------- | ------------------------ | ------------- |
| 1.  | 2005-09-04 | Balasjicha | gravel     | $25.000 | Vasilisa Bardina         | 2-6, 7-5, 6-4 |
| 2.  | 2013-01-26 | Eilat      | hardcourt  | $10.000 | Ioana Raluca Olaru       | 6-7, 6-3, 6-2 |

### Gewonnen ITF-toernooien dubbelspel
| nr. | finale     | toernooi      | ondergrond    | dotatie  | partner                     | tegenstandsters in finale              | score            |
| --- | ---------- | ------------- | ------------- | -------- | --------------------------- | -------------------------------------- | ---------------- |
| 1.  | 2004-03-07 | Melilla       | hardcourt     | $10.000  | Nina Brattsjikova           | Anastasia Dvornikova Irina Nossenko    | 7-5, 6-3         |
| 2.  | 2004-04-18 | Bol           | gravel        | $10.000  | Anna Bastrikova             | Viktoryja Azarenka Volha Havartsova    | 6-4, 6-1         |
| 3.  | 2006-03-05 | Las Palmas    | hardcourt     | $25.000  | Nina Brattsjikova           | Karolina Kosińska Alicja Rosolska      | 6-1, 6-3         |
| 4.  | 2006-03-11 | Telde         | gravel        | $25.000  | Nina Brattsjikova           | Sara Errani Giulia Gabba               | 6-1, 6-1         |
| 5.  | 2006-05-21 | Saint-Gaudens | gravel        | $50.000  | Ivana Abramović             | María José Argeri Leticia Sobral       | 6-2, 6-0         |
| 6.  | 2006-11-12 | Shenzhen      | hardcourt     | $50.000  | Hsieh Su-wei                | Akgul Amanmuradova Iroda Tulyaganova   | 2-0, opg.        |
| 7.  | 2007-11-10 | Minsk         | hardcourt (i) | $50.000  | Anastasija Pavljoetsjenkova | Jekaterina Ivanova Vesna Manasieva     | 6-0, 6-2         |
| 8.  | 2007-11-25 | Poitiers      | hardcourt (i) | $100.000 | Anastasija Pavljoetsjenkova | Klaudia Jans Alicja Rosolska           | 2-6, 6-4, [10-1] |
| 9.  | 2012-10-28 | Saguenay      | hardcourt (i) | $50.000  | Gabriela Dabrowski          | Sharon Fichman Marie-Ève Pelletier     | 6-2, 6-2         |
| 10. | 2012-11-04 | Toronto       | hardcourt (i) | $50.000  | Gabriela Dabrowski          | Eugenie Bouchard Jessica Pegula        | 6-2, 7-6         |
| 11. | 2013-01-26 | Eilat         | hardcourt     | $10.000  | Ioana Raluca Olaru          | Ilona Kremen Pemra Özgen               | 6-3, 6-3         |
| 12. | 2013-02-02 | Eilat         | hardcourt     | $75.000  | Elina Svitolina             | Corinna Dentoni Aljaksandra Sasnovitsj | 6-1, 6-3         |
| 13. | 2013-03-10 | Irapuato      | hardcourt     | $25.000  | Olha Savtsjoek              | Aleksandra Krunić Amra Sadiković       | 4-6, 6-2, [10-6] |
| 14. | 2017-04-09 | Jackson       | gravel        | $25.000  | Anna Zaja                   | Alexa Guarachi Ronit Yurovsky          | 6-2, 6-0         |
| 15. | 2017-06-24 | Ilkley        | gras          | $100.000 | Anna Blinkova               | Paula Kania Maryna Zanevska            | 6-1, 6-4         |

## Resultaten grandslamtoernooien
| Legenda | Legenda                          |
| ------- | -------------------------------- |
| g.t.    | geen toernooi gehouden           |
| l.c.    | lagere categorie                 |
| –       | niet deelgenomen                 |
| G       | uitgeschakeld in de groepsfase   |
| 1R      | uitgeschakeld in de eerste ronde |
| 2R      | uitgeschakeld in de tweede ronde |
| 3R      | uitgeschakeld in de derde ronde  |
| 4R      | uitgeschakeld in de vierde ronde |
| KF      | uitgeschakeld in de kwartfinale  |
| HF      | uitgeschakeld in de halve finale |
| F       | de finale verloren               |
| W       | het toernooi gewonnen            |
| w-v     | winst/verlies-balans             |

### Enkelspel
| Toernooi        | 2007 | 2008 | 2009 | 2010 | 2011 | 2012 |    | 2014 | 2015 | w-v |
| --------------- | ---- | ---- | ---- | ---- | ---- | ---- | -- | ---- | ---- | --- |
| Australian Open | 2R   | 1R   | 1R   | 2R   | 1R   | 1R   | 2R | 1R   | 3-8  |     |
| Roland Garros   | 3R   | 1R   | 2R   | 1R   | 1R   | –    | –  | –    | 3-5  |     |
| Wimbledon       | 1R   | 4R   | 1R   | 2R   | 1R   | –    | 1R | –    | 4-6  |     |
| US Open         | 1R   | 1R   | 1R   | 1R   | 3R   | 1R   | 2R | –    | 3-7  |     |

### Vrouwendubbelspel
| toernooi        | 2007 | 2008 | 2009 | 2010 | 2011 | 2012 | 2013 | 2014 | 2015 | 2016 | 2017 | 2018 |
| --------------- | ---- | ---- | ---- | ---- | ---- | ---- | ---- | ---- | ---- | ---- | ---- | ---- |
| Australian Open | 2R   | 2R   | 2R   | 2R   | 3R   | KF   | 1R   | 1R   | 3R   | KF   | –    | 2R   |
| Roland Garros   | 2R   | 1R   | 1R   | 3R   | 2R   | 1R   | 3R   | 1R   | 2R   | 1R   | 2R   |      |
| Wimbledon       | 1R   | 3R   | 3R   | 3R   | 2R   | 1R   | 1R   | KF   | 3R   | 2R   | 1R   |      |
| US Open         | 1R   | 1R   | 3R   | 2R   | 3R   | 1R   | 2R   | 3R   | KF   | 3R   | 2R   |      |

### Gemengd dubbelspel
| toernooi        | 2010 | 2011 | 2012 |    | 2014 | 2015 | 2016 | 2017 | w-v |
| --------------- | ---- | ---- | ---- | -- | ---- | ---- | ---- | ---- | --- |
| Australian Open | –    | –    | –    | –  | 1R   | 2R   | –    | 1-2  |     |
| Roland Garros   | –    | 1R   | 1R   | 1R | 1R   | 2R   | 1R   | 0-6  |     |
| Wimbledon       | 1R   | 2R   | KF   | 1R | 1R   | KF   | 1R   | 7-7  |     |
| US Open         | –    | –    | –    | 2R | 2R   | 2R   | –    | 3-3  |     |